# Ле Кампора (Л'Аквила)
Ле Кампора (итал. Le Campora) је насеље у Италији у округу Л'Аквила, региону Абруцо.
Према процени из 2011. у насељу је живело 6 становника. Насеље се налази на надморској висини од 585 м.